# Joux-la-Ville
Joux-la-Ville là một xã thuộc tỉnh Yonne trong vùng Bourgogne-Franche-Comté miền bắc nước Pháp.